# Republiken Nordperu
Republiken Nordperu var en av de tre stater som bildade Peru-bolivianska konfederationen åren 1836–1839. Den föddes i och med uppdelningen av Republiken Peru i två stater (den andra var Republiken Sydperu). Dess huvudstad var staden Lima. Republiken inkluderade territorierna från gränsen till Colombia och Ecuador och de tidigare departementen i La Libertad (huvudstad  Trujillo), Amazonas, Lima och Junín (huvudstad var då Tarma).
Dess högsta myndighet var beskyddaren av Peru-bolivianska konfederationen, Andrés de Santa Cruz.

## Statsskick
- Förstepresident: General Luis Orbegoso (21 augusti 1837 - 30 juli 1838.)  Förklarade Republiken Nordperu skild från Peru-bolivianska konfederationen den 30 juli 1838, men fortsatte som provisorisk president till 1 september samma år.
- Andrepresident: General José de la Riva Agüero (11 augusti 1838 - 24 januari 1839)